# Mykelti Williamson
Mykelti Williamson (* 4. března 1957, St. Louis, Missouri, USA) je americký herec.

## Život
Narodil se jako syn vojenského pilota. V patnácti letech se i s rodinou přestěhoval do Los Angeles. Byl zdatný sportovec (fotbal, atletika), zálibu však našel i v divadle.
Jeho herecká kariéra začala v 70. letech v televizi, kde hrál v seriálech (např. Cover Up, The Bay City Blues, The Bronx Zoo). Zahrál si také vedlejší roli v kultovním seriálu Starsky and Hutch či Miami Vice a China Beach. Poprvé na sebe ve filmu upozornil v roli zloděje a hráče amerického fotbalu Birda (Trenérka, film z roku 1986).
Za čas však následoval další film, kde si zahrál jednu z hlavních rolí a to Forrest Gump (1994).
Po boku Samuela L. Jacksona a D. B. Sweeneyho účinkoval v inscenaci hry Clarka Gregga Vzdálené ohně (1995) a za svůj výkon získal cenu L. A. Theatre Award (Losangelesská divadelní cena).

## Filmografie
- 1986 Trenérka
- 1993 Zachraňte Willyho!
- 1994 Forrest Gump
- 1995 Nelítostný souboj
- 1995 Zachraňte Willyho 2
- 1995 Až si vydechnu
- 1995 Co si ušít do výbavy
- 1997 Con Air
- 1997 Pravda a Lež
- 1997 Dvanáct rozhněvaných mužů
- 1998 Mutant 2
- 1999 Tři králové
- 1999 Gideon
- 2001 Ali
- 2004 Když se setmí
- 2004 Zabiji Nixona
- 2006 Nabít a zabít